# دار (نبراسکا)
دار (به انگلیسی: Darr) یک منطقهٔ مسکونی در ایالات متحده آمریکا است که در شهرستان داوسن، نبراسکا واقع شده‌است. دار ۷۴۷٫۰۷ متر بالاتر از سطح دریا واقع شده‌است.